# Medelpads runinskrifter 13
Runinskrift M 13, även kallad "Oxstastenen", är en runsten som står i Oxsta, Selångers socken och Sundsvalls kommun i Medelpad. Runstenen är av gnejs och cirka 75 cm hög 75 cm bred vid basen och 15 cm tjock. Inskrift på sydsydvästra sidan, och på västnordvästra kanten är fragmentariskt bevarad. Under inskriften finns en ristning föreställande ett djurhuvud. Stenen är kraftigt ytskadad genom vittring och otydligt ifylld med röd färg.

## Inskriften
Translitterering av runraden:
[...au...n... ...uissi...] --naR
Normalisering till runsvenska:
... ... [ru]naR.
Översättning till nusvenska:
... au... n... ... högg runorna.